# ۱۴۷۹ (میلادی)
۱۴۷۹ (میلادی) هزار و چهارصد و هفتاد و نهمین سال تقویم میلادی است.

## درگذشتگان
‎